# Milton Carlos (Fußballspieler)
Milton Silvério Carlos (* 19. Februar 1948 in Barão de Cocais) ist ein ehemaliger brasilianischer Fußballspieler auf der Position eines Stürmers.

## Laufbahn
Milton Carlos begann seine Laufbahn beim Valeriodoce EC. Über den Bangu AC kam er 1970 zu Brasiliens populärsten Verein Flamengo Rio de Janeiro. Danach spielte er für den in São José do Rio Preto beheimateten América FC, bevor er 1973 zum mexikanischen Erstligisten CF Monterrey wechselte, für den er gleich in seiner ersten Saison 1973/74 mit 22 Treffern nicht nur den zweiten Rang der Torschützenliste jener Spielzeit einnahm, sondern die meisten Tore erzielte, die bis dahin je ein Spieler des CF Monterrey in einer einzigen Saison erzielt hatte. Der CF Monterrey war zugleich Miltons längste Vereinsstation und seine einzige im Ausland. Denn nach seinem Weggang vom CF Monterrey 1977 kehrte Milton in seine Heimat zurück, wo er unter anderem noch für die Palmeiras São Paulo und Sport Recife spielte. Zum Abschluss seiner aktiven Laufbahn kehrte er zu seinem ersten Verein Valeriodoce Esporte Clube zurück, bei dem er 1980 seine letzte Spielzeit bestritt. 